# Ólafur Jóhannesson
Ólafur Jóhannesson (1 de marzo de 1913 – 20 de mayo de 1984), político de Islandia, dos veces primer ministro de su país.
Pertenecía al Partido Progresista. Fue primer ministro de Islandia entre el 14 de julio de 1971 y el 28 de agosto de 1974, en la primera oportunidad; y por segunda vez, desde el 1 de septiembre de 1978 hasta el 15 de octubre de 1979.
- Datos: Q292994
- Multimedia: Ólafur Jóhannesson / Q292994